# François Laurent d'Arlandes

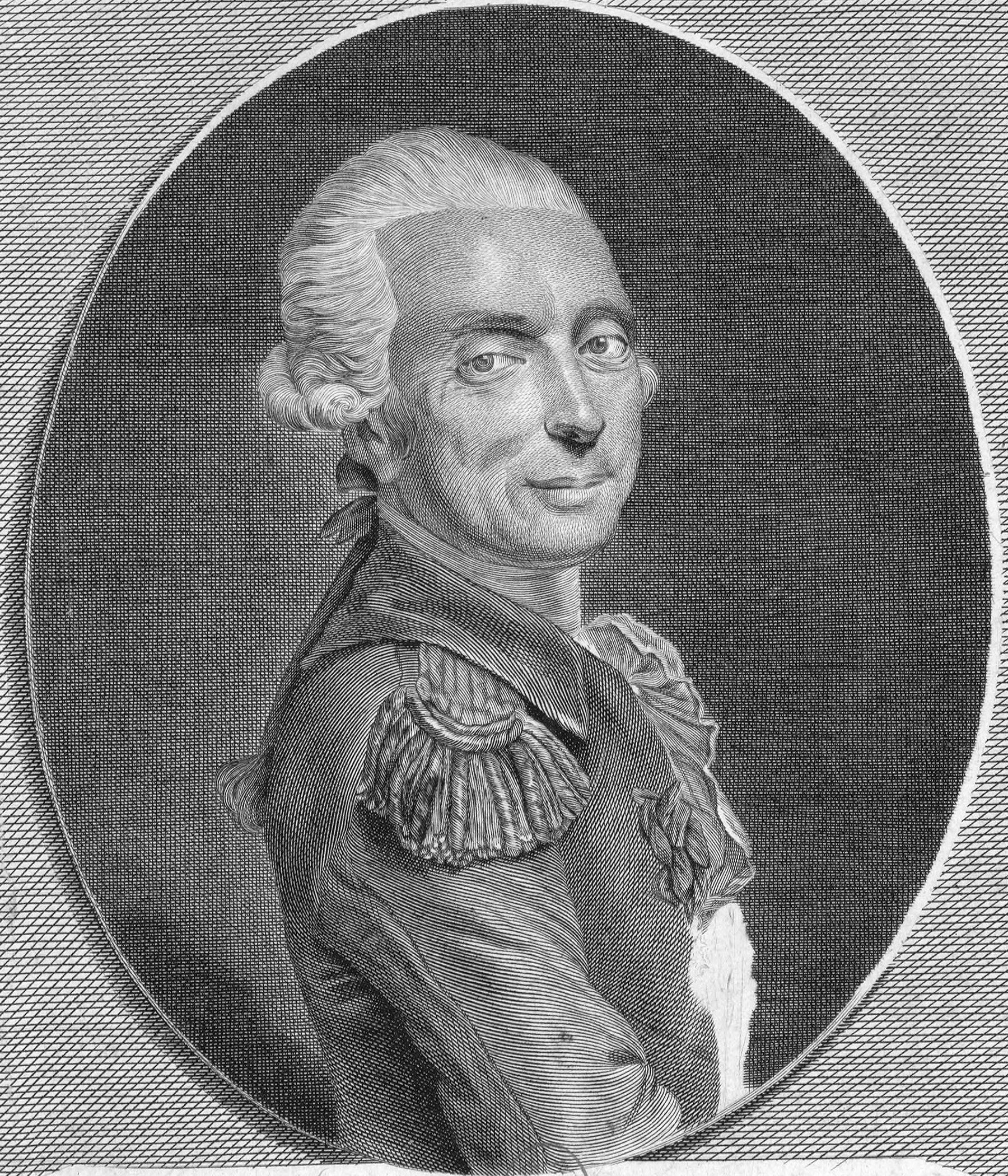
François Laurent LeVieux d'Arlandes

François Laurent LeVieux, Marquis d'Arlandes, född 1742 död 1 maj 1809, var en fransk, markis militär (infanterimajor), pionjär inom ballongflygning med en montgolfiére. Tillsammans med François Pilâtre de Rozier gjorde han den 21 november 1783 den första friflygningen med en varmluftsballong. 
d'Arlandes ansåg att den franske kungen Ludvig XVI:s beslut att använda två brottslingar för världens första ballongflygning var fel. Han startade en intrig där han fick Marie-Antoinette på sin sida och att äran i bli första ballongflygare borde gå till någon i högre klass. Slutligen hävdes det kungliga beslutet och François Pilâtre de Rozier och François Laurent d'Arlandes utsågs till piloter.
Rozier steg upp med bröderna Montgolfiers fastbundna ballong första gången 15 oktober 1783 med syftet att lära sig hur den fungerade. Med försiktig eldning av halm kunde han hålla ballongen i luften i fyra minuter och 25 sekunder. Flygutprovningen fortsatte under dagen med ytterligare två uppstigningar och han lärde sig kontrollera den vertikala rörelsen med spritindränkt halm som placerades på elden. Eftersom vädret blev dåligt tvingades man inställa nästa dags flygövningar, men på söndagen den 19 oktober blev vädret bättre och man lyckades lyfta den förtöjda ballongen till 70 meters höjd. Senare under dagen gjordes ytterligare ett uppstigningsförsök. Man ersatte ballasten med passageraren Girond de Villette och man steg till 115 meters höjd. Försöket med den fortfarande förtöjda ballongen varade i 9 minuter. Som avslutning av dagens övningar upprepade man det sista provet, men nu var Rozier och d'Arlandes passagerare i korgen.
Den 21 november 1783 klockan 13.54 inför Ludvig XVI lyfte Montgolfiers ballong fritt för första gången. Ballongen var otroligt vacker. Den var färgad i blått och guld och som utsmyckning med kungligt vapen och zodiakens märke. 
Man startade från Château de la Muette i Bois de Boulogne som ligger i västra Paris, (felaktigt anger en del böcker slottet Bagatelle som startplats). Där restes senare ett minnesmärke. Ballongen drev långsamt över Paris i sydöstlig riktning. När man nådde Saint-Sulpice eldade man på extra mycket och ballongen steg upp i ett luftlager som förde dem söderut. Efter 25 minuters flygning landade man i Butte-aux-Cailles. Man hade då flugit en sträcka på 9 kilometer. Vid landningen möttes de av hertigen av Chartres som följt flygningen från startplatsen med häst. 
François Laurent d'Arlandes och François Pilâtre de Rozier var därmed de två första flygarna i världen.